# Liste des panneaux de signalisation routière en Russie

## Panneaux de danger

1.1 Passage à niveau avec barrières
1.2 Passage à niveau sans barrière
1.3.1 Passage à niveau (une voie)
1.3.2 Passage à niveau (plusieurs voies)
1.4.1 Annonce de la proximité d'un passage à niveau (droite)
1.4.2 Annonce de la proximité d'un passage à niveau (droite)
1.4.3 Annonce de la proximité d'un passage à niveau (droite)
1.4.4 Annonce de la proximité d'un passage à niveau (gauche)
1.4.5 Annonce de la proximité d'un passage à niveau (gauche)
1.4.6.Annonce de la proximité d'un passage à niveau (gauche)
1.5 Traversée de voies de tramway
1.6 Intersection avec une route équivalente, priorité à droite
1.7 Carrefour à sens giratoire
1.8 Feux de signalisation
1.9 Pont mobile
1.10 Quai
1.11.1 Virage à droite
1.11.2 Virage à gauche
1.12.1 Succession de virages dont le premier est à droite
1.12.2 Succession de virages dont le premier est à gauche
1.13 Descente dangereuse
1.14 Montée dangereuse
1.15 Chaussée glissante
1.16 Chaussée déformée
1.17 Ralentisseur de type dos d'âne
1.18 Risque de projections de graviers
1.19 Accotement dangereux
1.20.1 Rétrécissement de la chaussée
1.20.2 Rétrécissement de la chaussée à droite
1.20.3 Rétrécissement de la chaussée à gauche
1.21 Circulation dans les deux sens
1.22 Passage pour piétons
1.23 Zone fréquentée par des enfants
1.24 Traversée de piste cyclable
1.25 Travaux
1.26 Traversée de bétail
1.27 Traversée d'animaux sauvages
1.28 Risque de chutes de pierres
1.29 Vent de travers
1.30 Aire de danger aérien
1.31 Tunnel
1.32 Embouteillages fréquents
1.33 Autres dangers
1.34.1 A Chevrons (droite)
1.34.1 B Chevrons (droite)
1.34.1 C Chevron (droite)
1.34.2 A Chevrons (gauche)
A.34.2 B Chevrons (gauche)
1.34.2 C Chevron (gauche)
1.34.3 A Chevrons (centre)
1.34. B Chevrons (centre)
1.35 Zone de jonction

## Panneaux de priorité

2.1 Route prioritaire
2.2 Fin de route prioritaire
2.3.1 Traversée de route non prioritaire
2.3.2 Intersection avec une route non prioritaire à droite
2.3.3 Intersection avec une route non prioritaire à gauche
2.3.4 Intersection avec une route non prioritaire à droite
2.3.5 Intersection avec une route non prioritaire à gauche
2.3.6 Intersection avec une route non prioritaire à droite
2.3.7 Intersection avec une route non prioritaire à gauche
2.4 Cédez le passage
2.5 Stop, cédez le passage
2.6 Cédez le passage à la circulation venant en sens inverse
2.7 Priorité par rapport à la circulation venant en sens inverse

## Panneaux d'interdiction

3.1 Sens interdit
3.2 Circulation interdite
3.3 Automobiles interdites
3.4 Poids-lourds interdits
3.5 Deux-roues motorisés interdits
3.6 Véhicules agricoles interdits
3.7 Remorques interdites
3.8 Véhicules à traction animale interdits
3.9 Cycles interdits
3.10 Piétons interdits
3.11 Masse totale autorisée
3.12 Masse totale autorisée par essieu
3.13 Hauteur maximale autorisée
3.14 Largeur maximale autorisée
3.15 Longueur maximale autorisée
3.16 Distance minimale entre deux véhicules
3.17.1 Halte, douane
3.17.2 Halte, danger
3.17.3 Halte, contrôle
3.18.1 Interdiction de tourner à droite
3.18.2 Interdiction de tourner à gauche
3.19 Demi-tours interdits
3.20 Dépassements interdits
3.21 Fin de l'interdiction de dépassement
3.22 Dépassements interdits aux poids-lourds
3.23 Fin de l'interdiction de dépassement pour les poids-lourds
3.24 Limitation de vitesse
3.25 Fin de la limitation de vitesse
3.26 Signaux sonores interdits
3.27 Arrêt et stationnement interdits
3.28 Stationnement interdit
3.29 Stationnement interdit les jours impairs du mois
3.30 Stationnement interdit les jours pairs du mois
3.31 Fin de toutes les restrictions
3.32 Véhicules transportant des marchandises dangereuses interdits
3.33 Véhicules avec des charges explosives ou inflammables interdits
3.34 Autobus interdits
3.35 Engins de déplacement personnel motorisés interdits

## Panneaux d'obligation

4.1.1 Direction obligatoire à l'intersection: tout droit
4.1.2 Direction obligatoire à l'intersection: à droite
4.1.3 Direction obligatoire à l'intersection: à gauche
4.1.4 Direction obligatoire à l'intersection: tout droit ou à droite
4.1.5 Direction obligatoire à l'intersection: tout droit ou à gauche
4.1.6 Direction obligatoire à l'intersection: à droite ou à gauche
4.2.1 Contournement obligatoire: par la droite
4.2.2 Contournement obligatoire: par la  gauche
4.2.3 Contournement obligatoire: par la droite ou la gauche
4.3 Carrefour à sens giratoire
4.4.1 Piste cyclable
4.4.2 Fin de piste cyclable
4.5.1 Voie pour piétons
4.5.2 Voie partagée pour cyclistes et piétons
4.5.3 Fin de voie partagée pour cyclistes et piétons
4.5.4 Voies séparées pour cyclistes et piétons
4.5.5 Voies séparées pour cyclistes et piétons
4.5.6 Fin des voies séparées pour cyclistes et piétons
4.5.7 Fin des voies séparées pour cyclistes et piétons
4.6 Vitesse minimale obligatoire
4.7 Fin de vitesse minimale obligatoire
4.8.1 Direction obligatoire pour les véhicules transportant des marchandises dangereuses: tout droit
4.8.2 Direction obligatoire pour les véhicules transportant des marchandises dangereuses: à droite
4.8.3 Direction obligatoire pour les véhicules transportant des marchandises dangereuses: à gauche

## Panneaux d'indication

5.1 Autoroute
5.2 Fin d'autoroute
5.3 Voie à accès réglementé
5.4 Fin de voie à accès réglementé
5.5 Voie à sens unique
5.6 Fin de voie à sens unique
5.7.1 Voie à sens unique
5.7.2 Voie à sens unique
5.8 Sens réversible
5.9 Fin de voie à sens réversible
5.10 Voie à sens réversible
5.11.1 Route avec voie réservée aux transports en commun en sens inverse
5.11.2 Route avec piste cyclable en sens inverse
5.12.1 Fin de la route avec une voie réservée aux transports en commun en sens inverse
5.12.2 Fin de route avec piste cyclable en sens inverse
5.13.1 Affectation des voies à une intersection (transports en commun)
5.13.2 Affectation des voies à une intersection (transports en commun)
5.13.3 Affectation des voies à une intersection (cyclistes)
5.13.4 Affectation des voies à une intersection (cyclistes)
5.14.1 Voie de transports en commun
5.14.2 Piste cyclable
5.14.3 Fin de la voie de transports en commun
5.14.4 Fin de la piste cyclable
5.15.1 Affectation des voies
5.15.2 A Affectation de la voie
5.15.2 B Affectation de la voie
5.15.2 C Affectation de la voie
5.15.2 D Affectation de la voie
5.15.2 E Affectation de la voie
5.15.3 A Nouvelle voie à droite
5.15.3 B Nouvelle voie à droite (avec panneau intégré)
5.15.3 C Nouvelle voie à droite (avec panneaux intégrés)
5.15.4 A Nouvelle voie à gauche
5.15.4 B Nouvelle voie à gauche (avec panneau intégré)
5.15.5 Réduction du nombre de voies à droite
5.15.6 Réduction du nombre de voies à gauche
5.15.7 A Sens de circulation des voies
5.15.7 B Affectation des voies avec panneau intégré
5.15.7 C Sens de circulation des voies
5.15.8 Attributions des voies avec limitations de vitesse respectives
5.16 Arrêt de bus
5.17 Arrêt de tramway
5.18 Station de taxis
5.19.1 Passage pour piétons (panneau placé à droite de la chaussée)
5.19.2 Passage pour piétons (panneau placé à gauche de la chaussée)
5.20 Ralentisseur de type dos d'âne
5.21 Zone de rencontre
5.22 Fin de zone de rencontre
5.23.1 Entrée de commune
5.23.2 Entrée d'agglomération
5.24.1 Sortie de commune
5.24.2 Sortie d'agglomération
5.25 Entrée de commune
5.26 Sortie de commune
5.27 Zone à stationnement interdit
5.28 Fin de la zone à stationnement interdit
5.29 Zone de stationnement réglementé
5.30 Fin de la zone de stationnement réglementé
5.31 Zone de limitation de vitesse
5.32 Fin de la zone de limitation de vitesse
5.33 Zone piétonne
5.34 Fin de la zone piétonne
5.35 Zone à faibles émissions, accès restreint
5.36 Fin de zone à faibles émissions
5.37 A Zone à faibles émissions, accès restreint pour les poids-lourds
5.37 B Zone à faibles émissions, accès restreint pour les poids-lourds et les bus
5.38 A Fin de zone à faibles émissions
5.38 B Fin de zone à faibles émissions
5.39 Zone cyclable
5.40 Fin de zone cyclable

## Panneaux d'information

6.1 Rappel des limitations générales de vitesse
6.2 Vitesse recommandée
6.3.1 Zone de retournement
6.3.2 Zone de retournement
6.4 A Zone de stationnement
6.4 B Zone de stationnement payant
6.4 C Zone de stationnement pour invalides
6.5 Voie d'arrêt d'urgence
6.6 Passage pour piétons souterrain
6.7 Passage pour piétons aérien
6.8.1 Impasse
6.8.2 Présignalisation d'une impasse à droite
6.8.3 Présignalisation d'une impasse à gauche
6.9.1 A Indicateur de direction
6.9.1 B Indicateur de direction
6.9.1 C Indicateur de déviation
6.9.1 D Indicateur de direction
6.9.1 E Indicateur de direction
6.9.2 A Indicateur de direction
6.9.2 B Indicateur de direction
6.9.2 C Indicateur de direction
6.9.3 Schéma de contournement
6.10.1 A Indicateur de direction
6.10.1 B Indicateur de direction
6.10.1 C Indicateur de direction
6.10.1 D Indicateur de direction
6.10.1 E Indicateur de direction
6.10.2 A Indicateur de direction
6.10.2 B Indicateur de direction
6.11 A Localisation
6.11 B Localisation
6.11 C Localisation
6.12 A Indicateur de distance
6.12 B Indicateur de distance
6.12 C Indicateur de distance
6.13 A Cartouche kilométrique
6.13 B Cartouche kilométrique
6.13 C Cartouche kilométrique (Rosavtodor)
6.14.1 A Cartouche de réseau routier
6.14.1 B Cartouche de réseau routier
6.14.1 C Cartouche de réseau routier
6.14.1 D Cartouche de réseau routier
6.14.2 A Cartouche de réseau routier avec flèche (gauche)
6.14.2 B Cartouche de réseau routier avec flèche (droite)
6.14.2 C Cartouche de réseau routier avec flèche (tout droit)
6.15.1 Itinéraire pour poids-lourds (tout droit)
6.15.2 Itinéraire pour poids-lourds (droite)
6.15.3 Itinéraire pour poids-lourds (gauche)
6.16 Ligne d'arrêt
6.17 Schéma de déviation
6.18.1 Déviation (tout droit)
6.18.2 Déviation (droite)
6.18.3 Déviation (gauche)
6.19.1 Changement de voie
6.19.2 Changement de voie
6.20.1 Issue de secours (gauche)
6.20.2 Issue de secours (droite)
6.21.1 Issue de secours la plus proche (à gauche)
6.21.2 Issue de secours la plus proche (à droite)
6.22 Vidéo-protection

## Panneaux d'indication de services

7.1 Poste de premiers secours
7.2 Hôpital
7.3 Station service
7.4 Garagiste
7.5 Station de lavage
7.6 Borne téléphonique
7.7 Point de restauration
7.8 Point d'eau potable
7.9 Hôtel ou motel
7.10 Aire de camping
7.11 Aire de pique-nique
7.12 Poste de police de la circulation
7.13 Poste de police
7.14.1 Poste de contrôle douanier
7.14.2 Poste de contrôle des transports
7.15 Fréquence radio d'informations routières
7.16 Fréquence radio en cas d'urgence
7.17 Piscine ou plage
7.18 Toilettes
7.19 Borne d'appel d'urgence
7.20 Extincteur
7.21 Station service avec borne de recharge électrique

## Panonceaux

8.1.1 Distance
8.1.2 Présignalisation d'un stop
8.1.3 Distance et direction (droite)
8.1.4 Distance et direction (gauche)
8.2.1 Étendue
8.2.2 Étendue de la prescription
8.2.3 Étendue de la prescription
8.2.4 Étendue de la prescription
8.2.5 Étendue de la prescription (à droite)
8.2.6 Étendue de la prescription (à gauche)
8.3.1 Direction de la prescription (droite)
8.3.2 Direction de la prescription (gauche)
8.3.3 Direction de la prescription (droite et gauche)
8.4.1 Poids-lourds
8.4.2 Remorques
8.4.3.1 Véhicules électriques
8.4.3.2 Automobiles
8.4.4 Autobus
8.4.5 Véhicules agricoles
8.4.6 Cyclomoteurs
8.4.7 Cycles
8.4.7.2 Engins de déplacement personnel motorisés
8.4.8 Véhicules transportant des matières dangereuses
8.4.9 Poids-lourds exceptés
8.4.10 Automobiles exceptées
8.4.11 Autobus exceptés
8.4.12 Cyclomoteurs exceptés
8.4.13 Cycles exceptés
8.4.14 Taxis exceptés
8.4.15 Véhicules électriques exceptés
8.4.16 Engins de déplacement personnel motorisés exceptés
8.5.1 Uniquement samedis, dimanches et jours fériés
8.5.2 Uniquement les jours ouvrables
8.5.3 Uniquement aux jours indiqués
8.5.4 Uniquement aux horaires indiqués
8.5.5 Samedis, dimanches et jours fériés; uniquement aux horaires indiqués
8.5.6 Jours ouvrables; uniquement aux horaires indiqués
8.5.7 Uniquement les jours indiqués, aux horaires indiqués
8.6.1 Stationnement sur l'accotement, parallèlement à la route
8.6.2 Stationnement sur le trottoir, parallèlement à la route
8.6.3 Stationnement sur le trottoir, parallèlement à la route
8.6.4 Stationnement sur l'accotement, perpendiculairement à la route
8.6.5 Stationnement sur l'accotement, perpendiculairement à la route
8.6.6 Stationnement sur le trottoir, perpendiculairement à la route
8.6.7 Stationnement sur le trottoir, perpendiculairement à la route
8.6.8 Stationnement sur le trottoir, perpendiculairement à la route
8.6.9 Stationnement sur le trottoir, perpendiculairement à la route
8.7 Arrêt, moteur au ralenti
8.8 Payant
8.9.1 Durée limitée
8.9.2 Stationnement avec macaron
8.9.3 Véhicules diplomatiques uniquement
8.10 Contrôle technique
8.11 Masse totale en charge
8.12 Accotement dangereux
8.13 Route prioritaire aux intersections
8.14 Uniquement sur la voie indiquée
8.15 Aveugles
8.16 Par temps de pluie
8.17 Invalides
8.18 Invalides exceptés
8.19 Catégorie(s) de la/des matière(s) dangereuse(s) transportée(s)
8.20.1 Type de remorque (2 essieux)
8.20.2 Type de remorque (3 essieux)
8.21.1 Connexion avec les lignes de métro
8.21.2 Connexion avec les lignes de bus
8.21.3 Connexion avec les lignes de tramway
8.22.1 Balise d'obstacle (gauche)
8.22.2 Balise d'obstacle (droite)
8.22.3 Balise d'obstacle (centre)
8.24 Mise en fourrière
8.25 Vignette environnementale requise